# Iagorlîc, Stînga Nistrului
Iagorlîc este un sat din cadrul comunei Goian din Unitățile Administrativ-Teritoriale din Stînga Nistrului, Republica Moldova.